# Bombus pratorum
Bombus pratorum là một loài ong trong họ Apidae. Loài này được Linnaeus miêu tả khoa học đầu tiên năm 1761.